# 柔远镇 (中卫市)
柔远镇，是中华人民共和国宁夏回族自治区中卫市沙坡头区下辖的一个乡镇级行政单位。

## 行政区划
柔远镇下辖以下地区：
高营村、沙渠村、砖塔村、莫楼村、渡口村、夹渠村、镇靖村、冯庄村、雍湖村、范庙村、施庙村、柔远村和刘台村。